# الغواصة الألمانية يو-214

الغواصة الألمانية يو-214، غواصة تستخدم لزرع الألغام من فئة تايب سبعة من إنتاج ألمانيا النازية تعمل لدى بحريتها كريغسمرين خلال الحرب العالمية الثانية .
بنيت في 5 أكتوبر 1940 من قبل فريدريش كروب في كيل، تم دخلت الغواصة في الخدمة في 1 نوفمبر 1941. غرقت في 26 يوليو 1944 بواسطة سفينة حربية بريطانية.
تم العثور على حطام يو-214 من قبل عالم الآثار اينيس مكارتني في عام 2006 في الموقع الذي أبلغ عنه الحلفاء بعد الحرب.

## روابط خارجية
- Helgason، Guðmundur. "The Type VIID boat U-214". German U-boats of WWII – uboat.net. مؤرشف من الأصل في 2010-11-29. اطلع عليه بتاريخ 2008-01-28.
- Hofmann, Markus. "U 214". Deutsche U-Boote 1935-1945 – u-boot-archiv.de (بالألمانية). Archived from the original on 2016-03-05. Retrieved 2014-12-08.